# El Dorado
El Dorado (špansko, »zlati«; prvotno El Hombre Dorado ("Zlati mož") ali El Rey Dorado ("Zlati kralj"),) je špansko poimenovanje za legendarnega vladarja ljudstva Muisca, domorodcev, ki so prebivali v severnih Andih (na območju današnje Kolumbije) med letom 600 in 1600 našega štetja. Ime je povezano z njihovim obrednim kronanjem pri jezeru Guatavita. Prekrit z zlatim prahom, je vladar na splavu odplul na sredino jezera, kamor je v dar bogovom odvrgel zlate dragocenosti. Običaj je do prihoda špancev na celino izginil, legenda o El Doradu pa je dobila mitske razsežnosti. Ostale so zgodbe o starodavnem kraljestvu v globinah amazonskega pragozda, kjer se skrivajo ogromne količine zlata. Legenda je v španskih zavojevalcih zbudila željo po bogastvu, kar je botrovalo številnim odpravam, katerih cilj je bil odkriti legendarno mesto. Iskanje je bilo neuspešno, do začetka 19. stoletja pa je obveljalo prepričanje, da zgodba o El Doradu ni nič več kot mit.

## Pomen zlata
Za predkolumbovske kulture na območju današnje Kolumbije zlato ni bilo valuta za trgovanje ali vir bogastva, temveč so ljudstva dragoceno kovino cenila zaradi njene duhovne vrednosti ter preproste obdelave. Obrtniki ljudstva Muisca so iz zlata izdelovali nakit ter razne dragocene predmete, ki so jih v velikih količinah darovali svojim božanstvom, da bi obdržali ravnovesje vesolja in se izognili naravnim katastrofam. Izdelovali so figurice imenovane »tunjos« ), ki so največkrat predstavljale osebe z orožjem ali glasbenimi instrumenti. Najbolj znan primer figurice je zlat splav z okrašenimi osebami, ki predstavlja njihov ritual darovanja. Danes si ga lahko ogledamo v Muzeju zlata v Bogoti. 
Španski osvajalci so kmalu po svojem prihodu opazili dragocenosti domorodskih ljudstev, izdelane iz zlata, srebra ter dragih kamnov, ki za tamkajšnje prebivalce niso imeli nikakršne materialne vrednosti. V prepričanju, da se tam skriva neizmerno bogastvo, so pričeli prečesavati severni del celine, da bi tam odkrili nahajališča zlata, ki bi ga lahko pretopili ter na svojih ladjah odpeljali nazaj v Evropo.

## Iskanje legendarnega kraljestva
Po letu 1500 so evropski raziskovalci v iskanju zlatega mesta organizirali številne odprave v do tedaj neraziskan amazonski pragozd. Ideja o legendi naj bi se porodila španskim osvajalcem iz Quita, ki je okrog leta 1540 postalo izhodišče prvih odprav v gozdove Andov. Kot je razvidno iz ohranjenih zapisov o njihovih ekspedicijah, so prvi raziskovalci pod vodstvom Gonzala Pizarra, Francisca de Orellane ter Hernana Péreza de Quesade in Philippa Von Huttna tam naleteli na plemena, ki so naseljevala območja rek Ñapo, Caquetá, Uaupés in Putumayo. Edini zgodovinski viri, ki pričajo o plemenih v porečju Amazonke, so zapisi raziskovalca Gasparja de Carvajala, ki se je na območje prebil leta 1542 ter Lope de Aguirre iz leta 1561. Rodovitno območje je bilo takrat gosto poseljeno s številčnimi ljudstvi. Zahvaljujoč tem odpravam pa so nastali tudi prvi zemljevidi severnega dela Južne Amerike.

### Francisco de Orellana
Španski konkvistador Francisco de Orellana, ki je zaslužen za padec Inkovskega imperija, v Peruju, se je skupaj s svojim polbratom Gonzalom Pizarrom leta 1537 podal na vzhod v iskanju bogatih nahajališč cimeta ter zlata. Številni Pizarrovi spremljevalci so v amazonskem pragozdu izgubili življenje zaradi lakote, bolezni ter spopadov z domorodci, Orellano pa je nadaljeval svojo pot vzdolž Amazonke dokler ni dosegel Atlantskega oceana. Pionirska raziskovalca zlatega mesta sicer nista našla, je pa Orellano danes znan kot odkritelj reke Amazonke. 

### Hernan Pérez de Quesada
Že leta 1536 si je Gonzalo Jimenez de Quesada podjarmil južne naselbine plemena Muisca ter si prisvojil njihove zaklade. Njihove zgodbe o obredu iniciacije novega vladarja ter velike količine zlata pri domorodcih so pričale o obstoju El Dorada, zato se je nekaj let kasneje v iskanje podal njegov brat Hernán Pérez de Quesada, ki pa svojega načrta ni uspel uresničiti in se poražen vrnil v Bogoto. 

### Antonio de Berrio in Sir Walter Raleigh
Antonio de Berrio se je na lov za zlatim kraljestvom podal kar trikrat. Med letoma 1583 in 1589 je raziskal kolumbijske planote ter zgornji tok reke Orinoko. Sredi njegove tretje ekspedicije je njegovo posadko zajel angleški raziskovalec Walter Raleigh ter skupaj s ujetniki nadaljeval iskanje vzdolž Orinoka in se čez nekaj mesecev vrnil nazaj na otok Trinidad. 

## Jezero Guatavita
Zaradi zgodb o obrednem darovanju zlatih dragocenosti na svetem jezeru Guatavita je prenekateri raziskovalec poskusil jezero izsušiti in se tako dokopati do bogastva. Prvi je laguno želel izprazniti Hernán Pérez de Quesada, a je tam našel le malo zlata. Poskušali so še mnogi, a so v jezeru naleteli le na nekaj artefaktov iz zlata, dragih kamnov in keramike. 
Kljub stoletjem raziskovalnih odprav in truda popotnikov, da bi našli El Dorado, se nobena najdba ni uspela približati zgodbam o neizmernem bogastvu, ki naj bi ga skrivalo zlato mesto.